# Scott Polar Research Institute

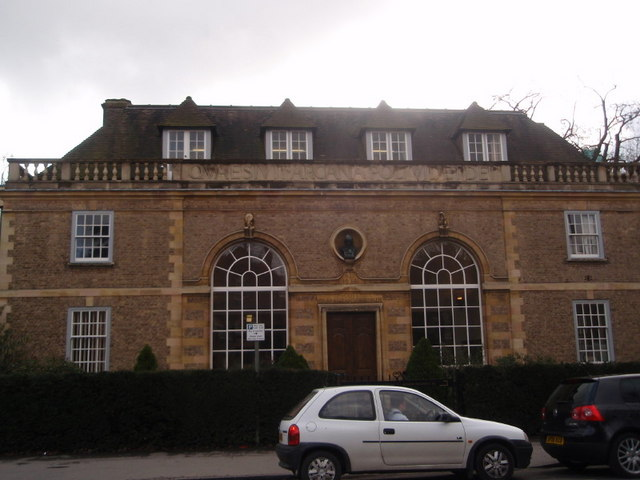
Scott Polar Research Institute.

Scott Polar Research Institute (SPRI) är ett brittiskt forskningsinstitut för polarforskning och glaciologi. Det grundades 1920, och är en del av geografiinstitutionen på Universitetet i Cambridge.
SPRI har omkring 60 anställda, och bedriver forskning inom vitt skilda vetenskapsområden. Det ger även en ettårig masterkurs i Polar Studies samt treåriga doktorandprogram. Institutet har ett mycket omfattande bibliotek (enigt egen uppgift världens främsta inom polarvetenskap), och driver ett polarmuseum. 
Runt SPRI har ett antal nationella och internationella forskningsorganisationer vuxit fram: 
- British Antarctic Survey
- Scientific Committee on Antarctic Research (SCAR)
- International Glaciological Society
- World Data Centre for Glaciology
- CASP (Cambridge Arctic Shelf Programme)
- International Whaling Commission

Institutet fungerar som sekretariat för såväl International Glaciological Society som Scientific Committee on Antarctic Research (SCAR). 